# Porsche Vision 357
La Porsche Vision 357 est un concept car de coupé du constructeur automobile allemand Porsche présenté en janvier 2023 et qui célèbre les 75 ans du constructeur.

## Présentation
La Porsche Vision 357 est présentée le 26 janvier 2023. Elle rend hommage à la Porsche 356, premier modèle de la marque lancé le 8 juin 1948, et célèbre les 75 ans du constructeur de Stuttgart à l'occasion de l'exposition  « 75 years of Porsche Sports Cars » au musée Porsche de Zuffenhausen. Sa peinture bi-colore gris Glace métallisé et gris Grivola métallisé est recouverte de stickers 75 pour fêter cet anniversaire.
En juillet 2023, Porsche présente le concept Porsche Vision 357 Speedster, hommage à la 356 Roadster, mais 100 % électrique cette fois.

## Caractéristiques techniques

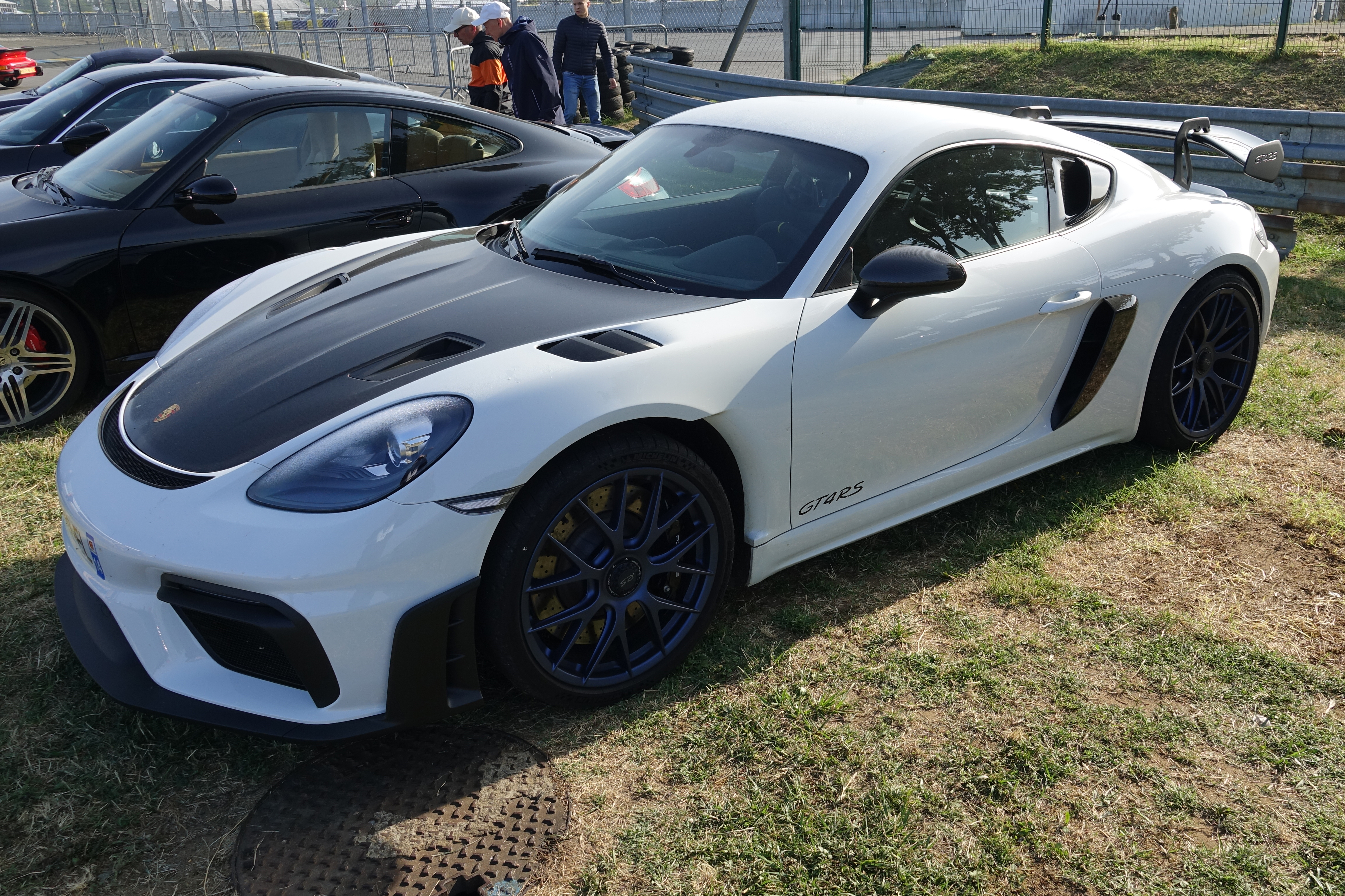
Porsche 718 Cayman GT4 RS

La Vision 357 repose sur la base technique de la Porsche 718 Cayman GT4 RS.

### Motorisation
Le concept est doté du Flat 6 essence 4 litres d'une puissance de 500 ch provenant de la 718 Cayman GT4 RS.